# Leioproctus subviridis
Leioproctus subviridis is een vliesvleugelig insect uit de familie Colletidae. De wetenschappelijke naam van de soort is voor het eerst geldig gepubliceerd in 1915 door Cockerell.